# Triteleia montana
Triteleia montana là một loài thực vật có hoa trong họ Măng tây. Loài này được Hoover miêu tả khoa học đầu tiên năm 1941.